# Wereldkampioenschap voetbal 2014 (kwalificatie OFC)
Van de Oceanische voetbalbond OFC deden alle elf FIFA-leden mee aan de kwalificatie voor de eindronde van het wereldkampioenschap voetbal 2014. Oceanië wordt op de eindronde niet vertegenwoordigd na de uitschakeling in de intercontinentale play-off van het Nieuw-Zeelands voetbalelftal door het Mexicaans voetbalelftal, de nummer vier van de CONCACAF kwalificatie.

## Opzet
Oorspronkelijk was het de bedoeling dat het voetbaltoernooi van de Pacifische Spelen in 2011 zou fungeren als de eerste kwalificatieronde. Hiermee stemde de FIFA echter niet in, omdat aan dit toernooi ook Guam deelnam, dat geen lid is van de Oceanische confederatie maar van de Aziatische confederatie.
Eerste ronde: De vier laagste geplaatste landen spelen in een poule allemaal een keer tegen elkaar. Het land dat bovenaan de poule eindigt gaat door naar de tweede ronde.

Tweede ronde: De acht landen in deze ronde worden verdeeld over twee poules. In beide poules spelen alle landen een keer tegen elkaar. De nummers 1 en 2 kwalificeren zich voor de derde ronde. Deze ronde is tevens het Oceanisch kampioenschap voetbal 2012.

Derde ronde: De vier overgebleven landen spelen in poule allemaal een keer tegen elkaar. De winnaar speelt in de intercontinentale play-off.

## Deelnemende landen
Tussenhaakjes de plaats op de FIFA-ranglijst van juli 2011.
| Pot 1 | Pot 2                                                                         |
| --- | ----------------------------------------------------------------------------- |
| 1. Nieuw-Zeeland (94) 2. Fiji (156) 3. Nieuw-Caledonië (164) 4. Vanuatu (169) 5. Salomonseilanden (181) 6. Tahiti (182) 7. Papoea-Nieuw-Guinea (188) | 1. Samoa (189) 2. Tonga (192) 3. Cookeilanden (195) 4. Amerikaans-Samoa (203) |

## Eerste ronde
Aan de eerste ronde namen de vier laagst genoteerde landen op de FIFA-wereldranglijst van juli 2011 deel. Zij speelden op 22, 24 en 26 november 2011 een toernooi middels een halve competitie in Apia op Samoa. De groepswinnaar plaatste zich voor de tweede ronde.

### Eindstand
| Nr. | Land             | GW | W | G | V | DV | DT | DS | Ptn | Resultaat                            |
| --- | ---------------- | -- | - | - | - | -- | -- | -- | --- | ------------------------------------ |
| 1.  | Samoa            | 3  | 2 | 1 | 0 | 5  | 3  | +2 | 7   | Gekwalificeerd voor de tweede ronde. |
| 2.  | Tonga            | 3  | 1 | 1 | 1 | 4  | 4  | 0  | 4   |                                      |
| 3.  | Amerikaans-Samoa | 3  | 1 | 1 | 1 | 3  | 3  | 0  | 4   |                                      |
| 4.  | Cookeilanden     | 3  | 0 | 1 | 2 | 4  | 6  | −2 | 1   |                                      |

### Wedstrijden
|                                                    |                   |         |          |                                                                               |
| 22 november 2011 «onderlinge duels» 15:00 (UTC−10) | Amerikaans-Samoa  | 2 – 1   | Tonga    | National Soccer Stadium, Apia Toeschouwers: 150 Scheidsrechter: Andrew Achari |
| 22 november 2011 «onderlinge duels» 15:00 (UTC−10) | Ott 43' Luani 74' | Verslag | 88' Feao | National Soccer Stadium, Apia Toeschouwers: 150 Scheidsrechter: Andrew Achari |

|                                                    |               |         |                            |                                                                               |
| 22 november 2011 «onderlinge duels» 17:30 (UTC−10) | Cookeilanden  | 2 – 3   | Samoa                      | National Soccer Stadium, Apia Toeschouwers: 600 Scheidsrechter: Peter O'Leary |
| 22 november 2011 «onderlinge duels» 17:30 (UTC−10) | Best 35', 84' | Verslag | 19' (36) Gosche 90+1' Bell | National Soccer Stadium, Apia Toeschouwers: 600 Scheidsrechter: Peter O'Leary |

|                                                    |                  |         |                 |                                                                              |
| 24 november 2011 «onderlinge duels» 15:00 (UTC−10) | Amerikaans-Samoa | 1 – 1   | Cookeilanden    | National Soccer Stadium, Apia Toeschouwers: 300 Scheidsrechter: Bruce George |
| 24 november 2011 «onderlinge duels» 15:00 (UTC−10) | Luani 24'        | Verslag | 62' (e.d.) Luvu | National Soccer Stadium, Apia Toeschouwers: 300 Scheidsrechter: Bruce George |

|                                                    |                     |         |               |                                                                                |
| 24 november 2011 «onderlinge duels» 17:30 (UTC−10) | Samoa               | 1 – 1   | Tonga         | National Soccer Stadium, Apia Toeschouwers: 180 Scheidsrechter: Averii Jacques |
| 24 november 2011 «onderlinge duels» 17:30 (UTC−10) | Easthope 43' (pen.) | Verslag | 81' Taufahema | National Soccer Stadium, Apia Toeschouwers: 180 Scheidsrechter: Averii Jacques |

|                                                    |                           |         |              |                                                                                         |
| 26 november 2011 «onderlinge duels» 15:00 (UTC−10) | Tonga                     | 2 – 1   | Cookeilanden | National Soccer Stadium, Apia Toeschouwers: 200 Scheidsrechter: Isidore Assiene-Ambassa |
| 26 november 2011 «onderlinge duels» 15:00 (UTC−10) | Maamaaloa 26' Falatau 90' | Verslag | 35' Harmon   | National Soccer Stadium, Apia Toeschouwers: 200 Scheidsrechter: Isidore Assiene-Ambassa |

|                                                    |          |         |                  |                                                                               |
| 26 november 2011 «onderlinge duels» 17:30 (UTC−10) | Samoa    | 1 – 0   | Amerikaans-Samoa | National Soccer Stadium, Apia Toeschouwers: 800 Scheidsrechter: Peter O'Leary |
| 26 november 2011 «onderlinge duels» 17:30 (UTC−10) | Malo 89' | Verslag |                  | National Soccer Stadium, Apia Toeschouwers: 800 Scheidsrechter: Peter O'Leary |

## Tweede ronde
De groepsfase van het Oceanisch kampioenschap voetbal in 2012 diende als de tweede ronde in de OFC-kwalificatie voor het WK van 2014. Hierin speelde de nummer 1 van de eerste ronde met de overige zeven FIFA-leden van de OFC. Van 1 tot en met 10 juni 2012 werd op de Salomonseilanden in twee groepen van vier teams gespeeld. De nummers 1 en 2 van elke groep (de vier halvefinalisten) plaatsten zich voor de derde ronde.

### Groep A
| Nr. | Land            | GW | W | G | V | DV | DT | DS  | Ptn | Resultaat                           |
| --- | --------------- | -- | - | - | - | -- | -- | --- | --- | ----------------------------------- |
| 1.  | Tahiti          | 3  | 3 | 0 | 0 | 18 | 5  | +13 | 9   | Gekwalificeerd voor de derde ronde. |
| 2.  | Nieuw-Caledonië | 3  | 2 | 0 | 1 | 17 | 6  | +11 | 6   | Gekwalificeerd voor de derde ronde. |
| 3.  | Vanuatu         | 3  | 1 | 0 | 2 | 8  | 9  | −1  | 3   |                                     |
| 3.  | Samoa           | 3  | 0 | 0 | 3 | 1  | 24 | −23 | 0   |                                     |

### Groep B
| Nr. | Land                | GW | W | G | V | DV | DT | DS | Ptn | Resultaat                           |
| --- | ------------------- | -- | - | - | - | -- | -- | -- | --- | ----------------------------------- |
| 1.  | Nieuw-Zeeland       | 3  | 2 | 1 | 0 | 4  | 2  | +2 | 7   | Gekwalificeerd voor de derde ronde. |
| 2.  | Salomonseilanden    | 3  | 1 | 2 | 0 | 2  | 1  | +1 | 5   | Gekwalificeerd voor de derde ronde. |
| 3.  | Fiji                | 3  | 0 | 2 | 1 | 1  | 2  | −1 | 2   |                                     |
| 4.  | Papoea-Nieuw-Guinea | 3  | 0 | 1 | 2 | 2  | 4  | −2 | 1   |                                     |

## Derde ronde
In de derde ronde speelden de vier gekwalificeerde teams een volledige competitie met thuis- en uitwedstrijden die van 7 september 2012 tot en met 26 maart 2013 werden gespeeld. De loting vond na afloop van de tweede ronde plaats. De winnaar van de derde ronde kwalificeerde zich voor de beslissingswedstrijden tegen de nummer vier van de CONCACAF kwalificatie (Noord-Amerika, Centraal-Amerika en de Caraïben).

### Eindstand
| Nr. | Land             | GW | W | G | V | DV | DT | DS  | Ptn | Resultaat                                          |
| --- | ---------------- | -- | - | - | - | -- | -- | --- | --- | -------------------------------------------------- |
| 1.  | Nieuw-Zeeland    | 6  | 6 | 0 | 0 | 17 | 2  | +15 | 18  | Gekwalificeerd voor de Intercontinentale play-off. |
| 2.  | Nieuw-Caledonië  | 6  | 4 | 0 | 2 | 17 | 6  | +11 | 12  |                                                    |
| 3.  | Tahiti           | 6  | 1 | 0 | 5 | 2  | 12 | −10 | 3   |                                                    |
| 4.  | Salomonseilanden | 6  | 1 | 0 | 5 | 5  | 21 | −16 | 3   |                                                    |

### Wedstrijden
|                                                    |                         |         |            |                                                                              |
| 7 september 2012 «onderlinge duels» 15:00 (UTC+11) | Salomonseilanden        | 2 – 0   | Tahiti     | Lawson Tamastadion, Honiara Toeschouwers: 22.000 Scheidsrechter: Jamie Cross |
| 7 september 2012 «onderlinge duels» 15:00 (UTC+11) | Fa'Arodo 17' Teleda 60' | Verslag | 45' Vallar | Lawson Tamastadion, Honiara Toeschouwers: 22.000 Scheidsrechter: Jamie Cross |

|                                                    |                 |         |                     |                                                                                    |
| 7 september 2012 «onderlinge duels» 18:00 (UTC+11) | Nieuw-Caledonië | 0 – 2   | Nieuw-Zeeland       | Stade Numa-Daly Magenta, Nouméa Toeschouwers: 6.000 Scheidsrechter: Norbert Hauata |
| 7 september 2012 «onderlinge duels» 18:00 (UTC+11) |                 | Verslag | 12' Smeltz 40' Wood | Stade Numa-Daly Magenta, Nouméa Toeschouwers: 6.000 Scheidsrechter: Norbert Hauata |

|                                                     |                                                                       |         |                  |                                                                                     |
| 11 september 2012 «onderlinge duels» 19:35 (UTC+12) | Nieuw-Zeeland                                                         | 6 – 1   | Salomonseilanden | North Harbour Stadium, Auckland Toeschouwers: 7.931 Scheidsrechter: Bertrand Billon |
| 11 september 2012 «onderlinge duels» 19:35 (UTC+12) | Smeltz 12' Barbarouses 25' Killen 53' Lochhead 69' Wood 80' Rojas 83' | Verslag | 51' Fa'Arodo     | North Harbour Stadium, Auckland Toeschouwers: 7.931 Scheidsrechter: Bertrand Billon |

|                                                     |        |         |                                                |                                                                      |
| 12 september 2012 «onderlinge duels» 20:00 (UTC−10) | Tahiti | 0 – 4   | Nieuw-Caledonië                                | Stade Pater, Papeete Toeschouwers: 574 Scheidsrechter: Andrew Achari |
| 12 september 2012 «onderlinge duels» 20:00 (UTC−10) |        | Verslag | 59' (e.d.) Samin 60' Kai 63', 89' Gope-Fenepej | Stade Pater, Papeete Toeschouwers: 574 Scheidsrechter: Andrew Achari |

|                                                   |                     |         |                                                                   |                                                                               |
| 12 oktober 2012 «onderlinge duels» 15:00 (UTC+11) | Salomonseilanden    | 2 – 6   | Nieuw-Caledonië                                                   | Lawson Tamastadion, Honiara Toeschouwers: 8.000 Scheidsrechter: Peter O'Leary |
| 12 oktober 2012 «onderlinge duels» 15:00 (UTC+11) | Tanito 33' Nawo 59' | Verslag | 8' Kayara 45', 81', 90+1' Gope Fenepej 77' (e.d.) Faisi 89' Haeko | Lawson Tamastadion, Honiara Toeschouwers: 8.000 Scheidsrechter: Peter O'Leary |

|                                                   |        |         |                        |                                                                     |
| 12 oktober 2012 «onderlinge duels» 20:00 (UTC−10) | Tahiti | 0 – 2   | Nieuw-Zeeland          | Stade Pater, Papeete Toeschouwers: 600 Scheidsrechter: Bruce George |
| 12 oktober 2012 «onderlinge duels» 20:00 (UTC−10) |        | Verslag | 24' Smeltz 82' Sigmund | Stade Pater, Papeete Toeschouwers: 600 Scheidsrechter: Bruce George |

|                                                   |                                 |         |        |                                                                             |
| 16 oktober 2012 «onderlinge duels» 19:40 (UTC+13) | Nieuw-Zeeland                   | 3 – 0   | Tahiti | AMI Stadium, Christchurch Toeschouwers: 10.751 Scheidsrechter: Gerald Oiaka |
| 16 oktober 2012 «onderlinge duels» 19:40 (UTC+13) | McGlinchey 2', 90+3' Killen 89' | Verslag |        | AMI Stadium, Christchurch Toeschouwers: 10.751 Scheidsrechter: Gerald Oiaka |

|                                                   |                                                      |         |                  |                                                                                        |
| 16 oktober 2012 «onderlinge duels» 19:30 (UTC+11) | Nieuw-Caledonië                                      | 5 – 0   | Salomonseilanden | Stade Numa-Daly Magenta, Nouméa Toeschouwers: 4.000 Scheidsrechter: Abdelkader Zitouni |
| 16 oktober 2012 «onderlinge duels» 19:30 (UTC+11) | Gope-Fenepej 4' Kayara 8' Kabeu 30' Lolohea 42', 87' | Verslag |                  | Stade Numa-Daly Magenta, Nouméa Toeschouwers: 4.000 Scheidsrechter: Abdelkader Zitouni |

|                                                 |                        |         |                 |                                                                                    |
| 22 maart 2013 «onderlinge duels» 19:45 (UTC+13) | Nieuw-Zeeland          | 2 – 1   | Nieuw-Caledonië | Forsyth Barr Stadium, Dunedin Toeschouwers: 9.000 Scheidsrechter: Strebre Delovski |
| 22 maart 2013 «onderlinge duels» 19:45 (UTC+13) | Killen 10' Smith 90+4' | Verslag | 56' Lolohea     | Forsyth Barr Stadium, Dunedin Toeschouwers: 9.000 Scheidsrechter: Strebre Delovski |

|                                                 |                          |         |                  |                                                                      |
| 22 maart 2013 «onderlinge duels» 20:00 (UTC−10) | Tahiti                   | 2 – 0   | Salomonseilanden | Stade Pater, Papeete Toeschouwers: 550 Scheidsrechter: Andrew Achari |
| 22 maart 2013 «onderlinge duels» 20:00 (UTC−10) | Bourebare 28' Vallar 82' | Verslag |                  | Stade Pater, Papeete Toeschouwers: 550 Scheidsrechter: Andrew Achari |

|                                                 |                  |         |               |                                                                                |
| 26 maart 2013 «onderlinge duels» 15:00 (UTC+11) | Salomonseilanden | 0 – 2   | Nieuw-Zeeland | Lawson Tamastadion, Honiara Toeschouwers: 5.600 Scheidsrechter: Averii Jacques |
| 26 maart 2013 «onderlinge duels» 15:00 (UTC+11) |                  | Verslag | 3', 88' Payne | Lawson Tamastadion, Honiara Toeschouwers: 5.600 Scheidsrechter: Averii Jacques |

|                                                 |                 |         |        |                                                                                   |
| 26 maart 2013 «onderlinge duels» 18:00 (UTC+11) | Nieuw-Caledonië | 1 – 0   | Tahiti | Stade Numa-Daly Magenta, Nouméa Toeschouwers: 1.000 Scheidsrechter: Rakesh Varman |
| 26 maart 2013 «onderlinge duels» 18:00 (UTC+11) | Lolohea 86'     | Verslag |        | Stade Numa-Daly Magenta, Nouméa Toeschouwers: 1.000 Scheidsrechter: Rakesh Varman |

## Intercontinentale play-off
|                                                   |                                                      |                  |               |                                                                                |
| 13 november 2013 «onderlinge duels» 14:30 (UTC−6) | Mexico                                               | 5 – 1            | Nieuw-Zeeland | Estadio Azteca, Mexico-Stad Toeschouwers: 99.832 Scheidsrechter: Viktor Kassai |
| 13 november 2013 «onderlinge duels» 14:30 (UTC−6) | Aguilar 32' Jiménez 40' Peralta 48', 80' Márquez 84' | Wedstrijdverslag | 85' James     | Estadio Azteca, Mexico-Stad Toeschouwers: 99.832 Scheidsrechter: Viktor Kassai |

|                                                    |                             |                  |                                |                                                                                          |
| 20 november 2013 «onderlinge duels» 19:00 (UTC+13) | Nieuw-Zeeland               | 2 – 4            | Mexico                         | Wellington Regional Stadium, Wellington Toeschouwers: 35.206 Scheidsrechter: Felix Brych |
| 20 november 2013 «onderlinge duels» 19:00 (UTC+13) | James 80' (pen.) Fallon 82' | Wedstrijdverslag | 14', 29', 33' Peralta 87' Peña | Wellington Regional Stadium, Wellington Toeschouwers: 35.206 Scheidsrechter: Felix Brych |

Mexico wint met 9–3 over twee wedstrijden en kwalificeert zich voor het hoofdtoernooi.

## Doelpuntenmakers
8 doelpunten
- Georges Gope-Fenepej

7 doelpunten
- Jacques Haeko
- Chris Wood

5 doelpunten
- Bertrand Kaï

- Shane Smeltz

- Lorenzo Tehau

4 doelpunten
- Roy Kayara
- César Lolohea

- Benjamin Totori
- Alvin Tehau

- Jonathan Tehau

3 doelpunten
- Chris Killen
- Robert Tasso

2 doelpunten
- Shalom Luani
- Campbell Best
- Iamel Kabeu
- Michael McGlinchey
- Tim Payne

- Tommy Smith
- Chris James
- Luki Gosche
- Silao Malo
- Henry Fa'arodo

- Himson Teleda
- Steevy Chong Hue
- Teaonui Tehau
- Nicolas Vallar
- Jean Nako Naprapol

1 doelpunt
- Ramin Ott
- Grover Harmon
- Maciu Dunadamu
- Marius Bako
- Kalaje Gnipate
- Judikael Ixoée
- Dick Kauma
- Kosta Barbarouses
- Tony Lochhead
- Marco Rojas

- Rory Fallon
- Neil Hans
- Kema Jack
- Albert Bell
- Shaun Easthope
- Joses Nawo
- Tutizama Tanito
- Heimano Bourebare
- Roihau Degage

- Samuel Hyanine
- Unaloto Feao
- Kinitoni Falatau
- Timote Maamaaloa
- Lokoua Taufahema
- Brian Kaltack
- Derek Malas
- Freddy Vava

Eigen doelpunt
- Tala Luvu (tegen Cookeilanden)

- Tome Faisi (tegen Nieuw-Caledonië)

- Xavier Samin (tegen Nieuw-Caledonië)